# Суржиков, Михаил Иосифович
Михаил Иосифович Суржиков (6 сентября 1902 года, станица Темнолесская, ныне Шпаковский район, Ставропольский край — 19 августа 1943 года, погиб на Воронежском фронте) — советский военный деятель, генерал-майор (1943).

## Начальная биография
Михаил Иосифович Суржиков родился 6 сентября 1902 года в станице Темнолесская Шпаковского района Ставропольского края и принадлежал к числу коренных казаков, относившейся тогда к Лабинскому отделу Кубанской области. В 1914 году окончил двухклассное сельское училище.

## Военная служба

### Довоенное время
6 июня 1924 года был призван в ряды РККА и направлен в 11-ю кавалерийскую дивизию (Туркестанский фронт), где служил красноармейцем, отделенным командиром и старшиной. В составе 43-го кавалерийского полка этой же дивизии принимал участие в боевых действиях против басмачества, за что в 1928 года был награждён орденом Красного Знамени.
После окончания Татарско-Башкирской объединённой военной школы в августе 1931 года был назначен на должность командира взвода, а в мае 1934 года — на должность командира эскадрона 43-го кавалерийского полка (Приволжский военный округ).
В мае 1933 года был направлен на учёбу в Военную академию имени М. В. Фрунзе, после окончания которой в сентябре 1937 года был назначен на должность начальника 1-й части штаба 7-й кавалерийской дивизии (Белорусский военный округ), а с ноября 1937 по март 1938 года временно исполнял должность начальника штаба этой же дивизии. В сентябре 1938 года был назначен на должность начальника штаба 11-й кавалерийской дивизии этого же округа.
В октябре 1940 года был направлен на учёбу на оперативный факультет Военно-воздушной академии РККА, после окончания которого 7 мая 1941 года был назначен на должность начальника штаба формирующегося 5-го воздушно-десантного корпуса (Прибалтийский военный округ).

### Великая Отечественная война
С началом войны Суржиков находился на прежней должности. Во время приграничного сражения с 26 июня по 3 июля корпус в составе оперативной группы генерал-лейтенанта С. Д. Акимова вёл тяжёлые оборонительные боевые действия против 4-й танковой группы противника в районе Двинска, а затем отступал на псковском и далее холмском направлениях. Являясь начальником гарнизона Двинска, Суржиков остановил отступление стрелковых частей, после чего сформировал из них подразделения и организовал оборону города. Во время боя был трижды ранен.
15 августа был освобождён от занимаемой должности, после чего находился в распоряжении Главного управления кадров НКО СССР и 7 сентября был назначен на должность командира формирующейся в городе Чкалов 89-й кавалерийской дивизии, переименованной потом в 11-ю Оренбургскую кавалерийскую дивизию, находившейся на формировании в Московском военном округе и входившей до марта 1942 года в состав Московской зоны обороны. В апреле дивизия была включена в состав 7-го кавалерийского корпуса, после чего заняла оборону на восточном берегу реки Ока в районе города Белёв.
С 12 по 29 декабря полковник Михаил Иосифович Суржиков временно командовал 7-м кавалерийским корпусом, который занимался оборудованием оборонительного рубежа в районе населенных пунктов Артищево, Языково и Прудки.
В январе 1943 года был назначен на должность командира 7-й кавалерийской дивизии, которая принимала участие в боевых действиях во время Острогожско-Россошанской наступательной операции, а также в освобождении города Валуйки. За умелое командование дивизией в этих боях Суржиков был награждён орденом Суворова 2-й степени.
В феврале был назначен на должность командира 8-й гвардейской кавалерийской дивизии, после чего принимал участие в боевых действиях в ходе Спас-Деменской наступательной операции.
Генерал-майор Михаил Иосифович Суржиков погиб 19 августа 1943 года во время немецкого авианалета в районе города Спас-Деменск Калужской области (Западный фронт). На месте его гибели нашли и опознали только его изогнутую шашку.
Числится похороненным в городе Спас-Деменске Калужской области.

## Воинские звания
- майор (1938);
- подполковник (1940);
- полковник (1941);
- генерал-майор (4.02.1943)

## Награды
- Орден Красного Знамени (1928, № 13054);
- Орден Суворова 2 степени (08.02.1943, № 65);
- Юбилейная медаль «XX лет Рабоче-Крестьянской Красной Армии».

## Память
Одна из самых оживленных магистралей города Валуйки (Белгородская область) носит имя М. И. Суржикова
Его именем названа улица в станице Темнолесской.